# Alida Valli
Baroneasa Alida Maria Laura Altenburger von Marckenstein-Frauenberg (n. 31 mai 1921, Pola, Italia – d. 22 aprilie 2006, Roma, Italia), cunoscută sub numele ei de scenă Alida Valli (sau simplu Valli), a fost o actriță italiană de teatru și film, care a apărut în peste 100 de filme, incluzând Luiza lui Mario Soldati, Cazul Paradine de Alfred Hitchcock, Al treilea om de Carol Reed, Strigătul de Michelangelo Antonioni, Senso de Luchino Visconti, 1900 de Bernardo Bertolucci și Suspiria de Dario Argento.

## Biografie
Alida Valli s-a născut în Pola, Istria, Italia (azi în Croația). A avut descendenți austrieci, sloveni și italieni. Bunicul său patern a fost baronul Luigi Altenburger (sau Altemburger), austro-italian din Trento, descendent al conților d'Arco, iar bunica sa a fost Elisa Tomasi din Trento, o verișoară a senatorului italian Ettore Tolomei. Mama Alidei Valli a fost pianista Silvia Oberecker (Obrekar) Della Martina, născută în Pola, o casnică „sofisticată cultural”, cu descendență slovenă și italiană. Tatăl Alidei a fost profesorul de filosofie și critic muzical baron Gino Altenburger von Marckenstein  und Franenberg. 
Alida Valli cunoștea mai multe limbi, între care slovena, italiana și germana și vorbea fluent sârbo-croata, franceza și engleza. A fost botezată Altenburger von Marckenstein-Franenberg. A obținut  titlurile de doctor honoris causa al Universității din Roma III, Cavaler al Artelor și Literelor în Franța și Cavaler al Republicii Italia.
S-a căsătorit cu Oscar de  Mejo în 1943, însă a divorțat de acesta în 1952. Apoi s-a recăsătorit cu regizorul italian Giancarlo Zagni la începutul decadei 1960, de care a divorțat în 1970. 

## Filmografie selectivă

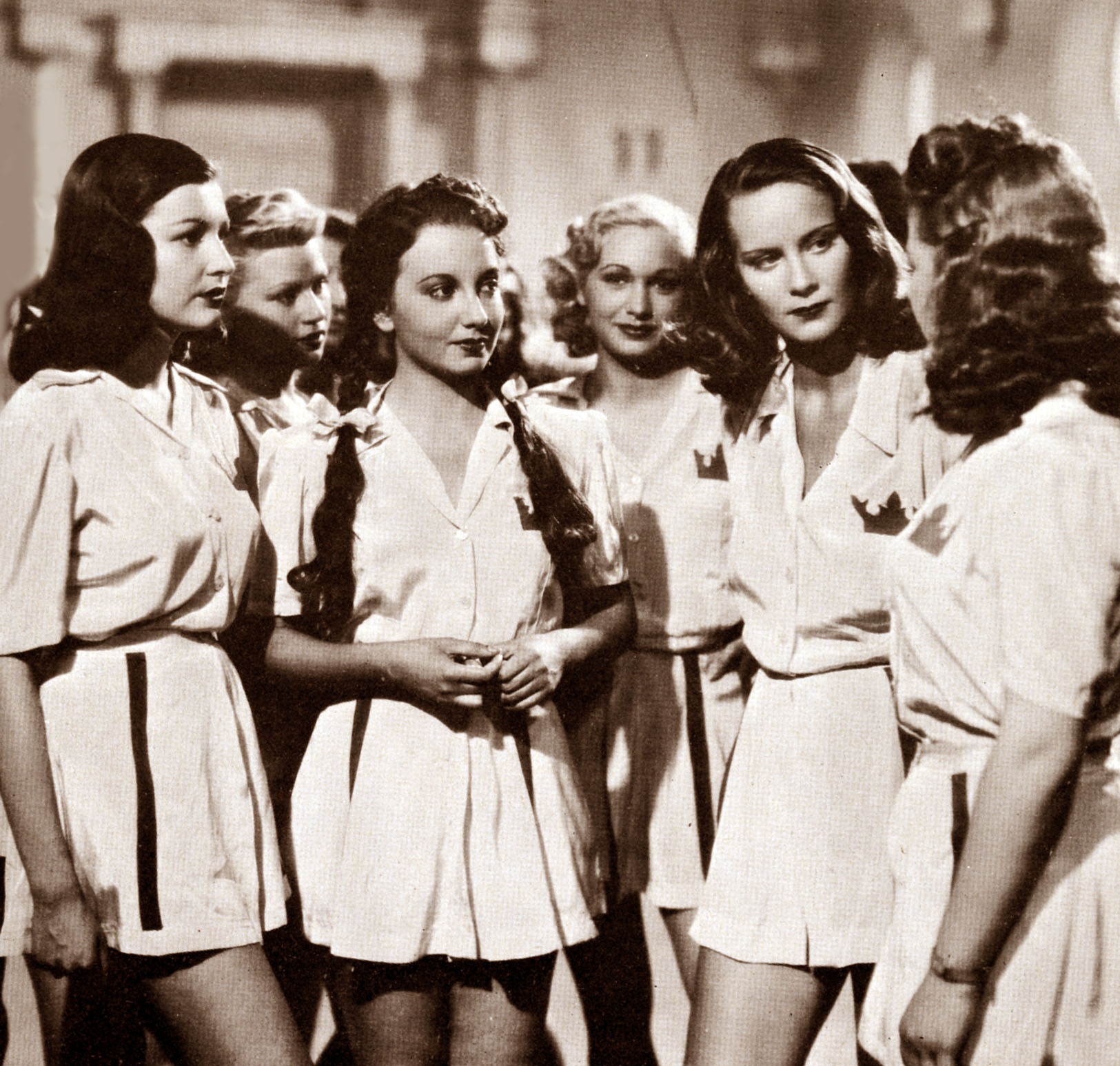
O fotografie de la setul filmării "Ore 9: lezione di chimica", 1940 cu Tatiana Farnese, Bianca Della Corte și Alida Valli

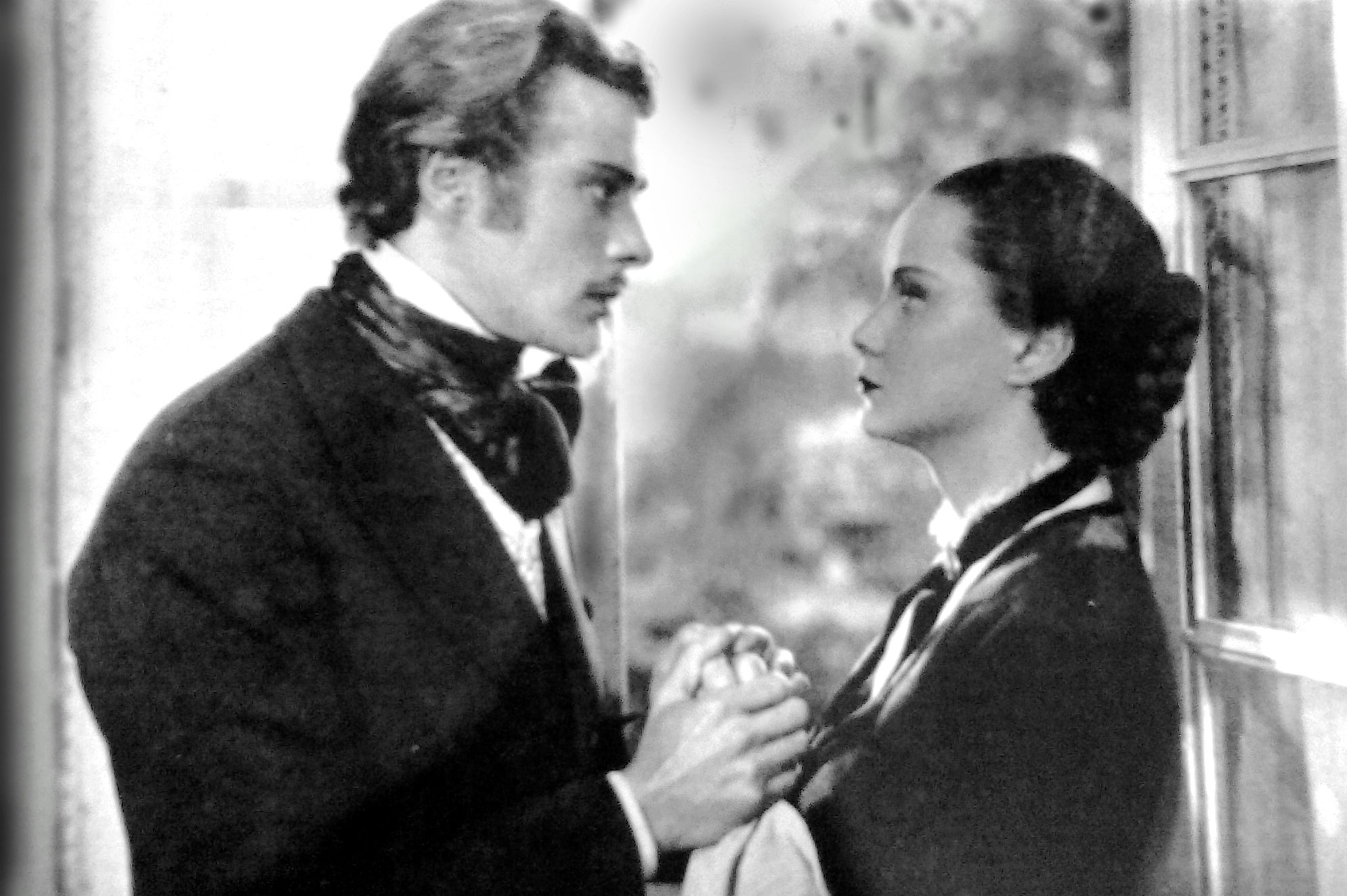
Alida Valli și Massimo Serato înt-o scenă din filmul Luiza (1941)

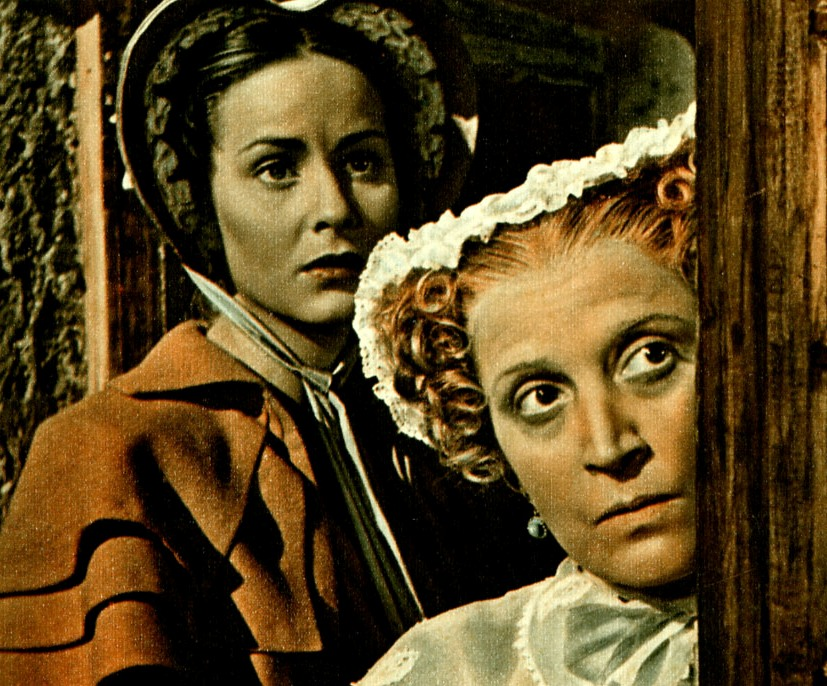
Valli și Giuditta Rissone în filmul Eugenia Grandet de Mario Soldati (1947)

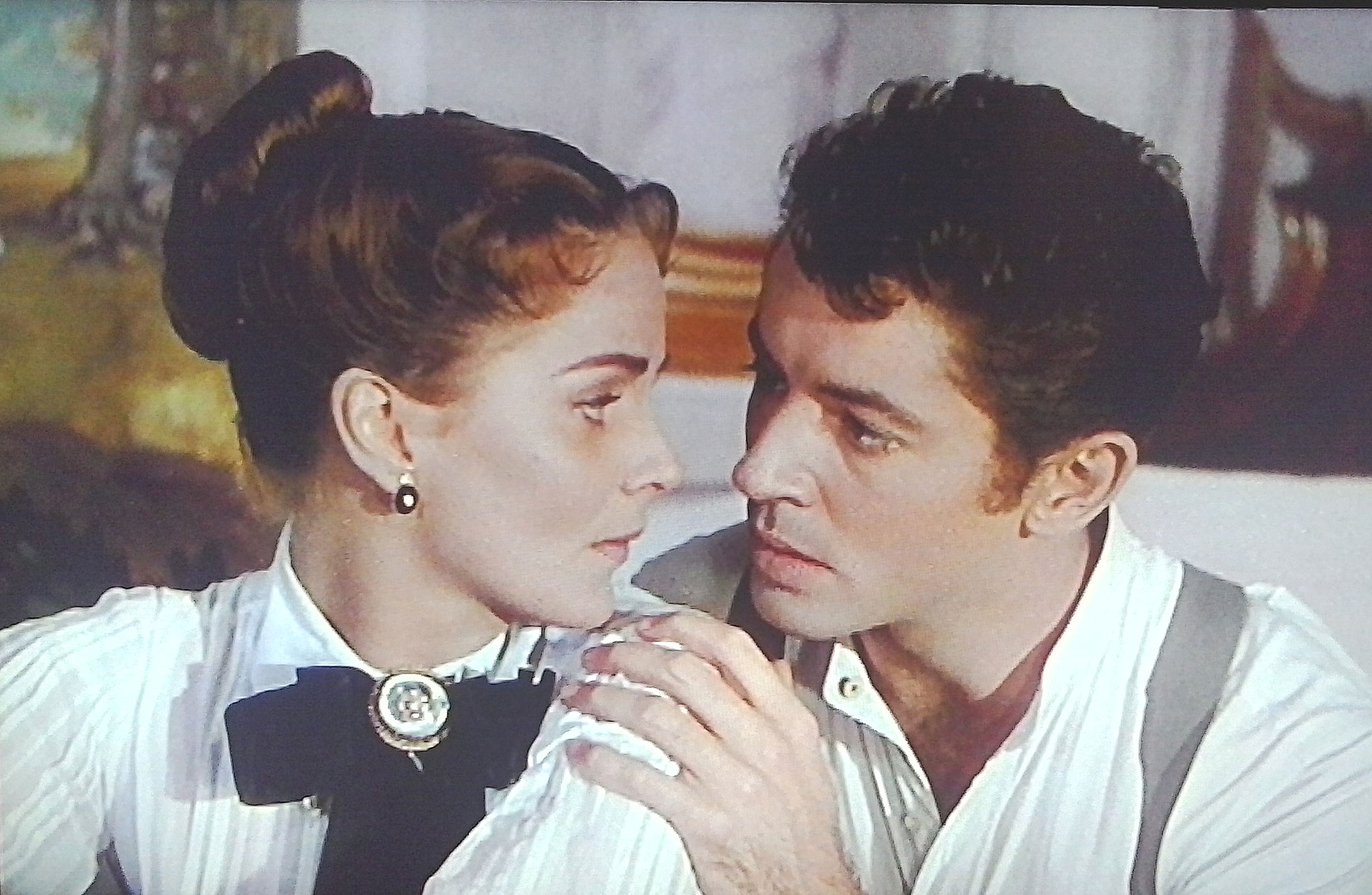
Valli și Farley Granger înt-o scenă din filmul Senso (1954)

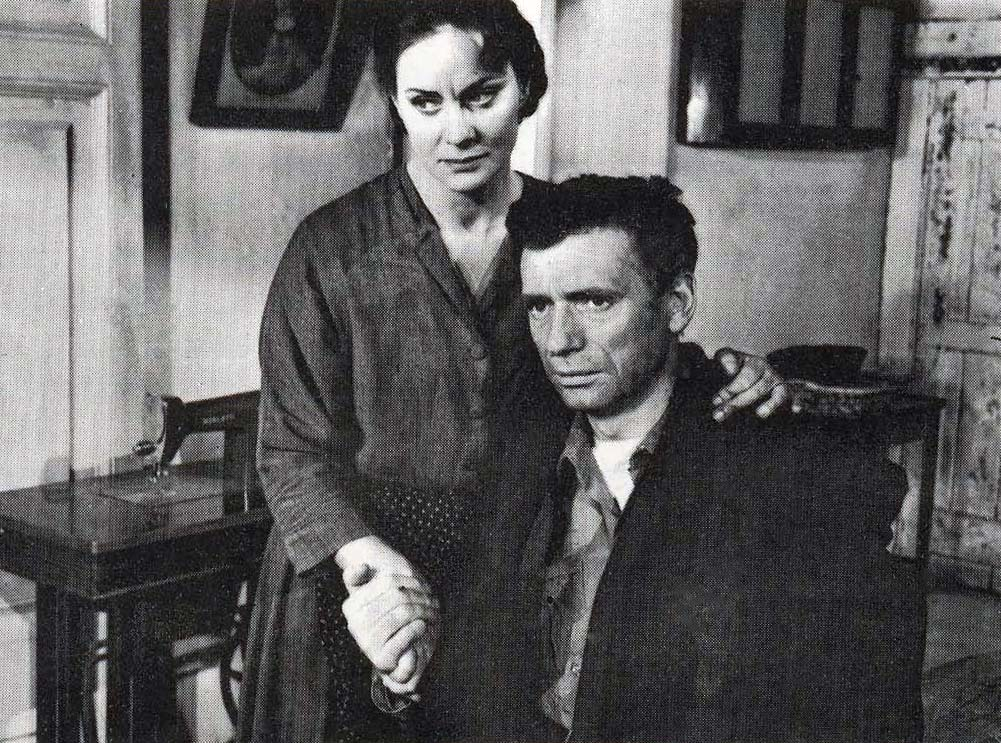
Valli și Yves Montand înt-o scenă din filmul Pescarii din arhipelag (1957)

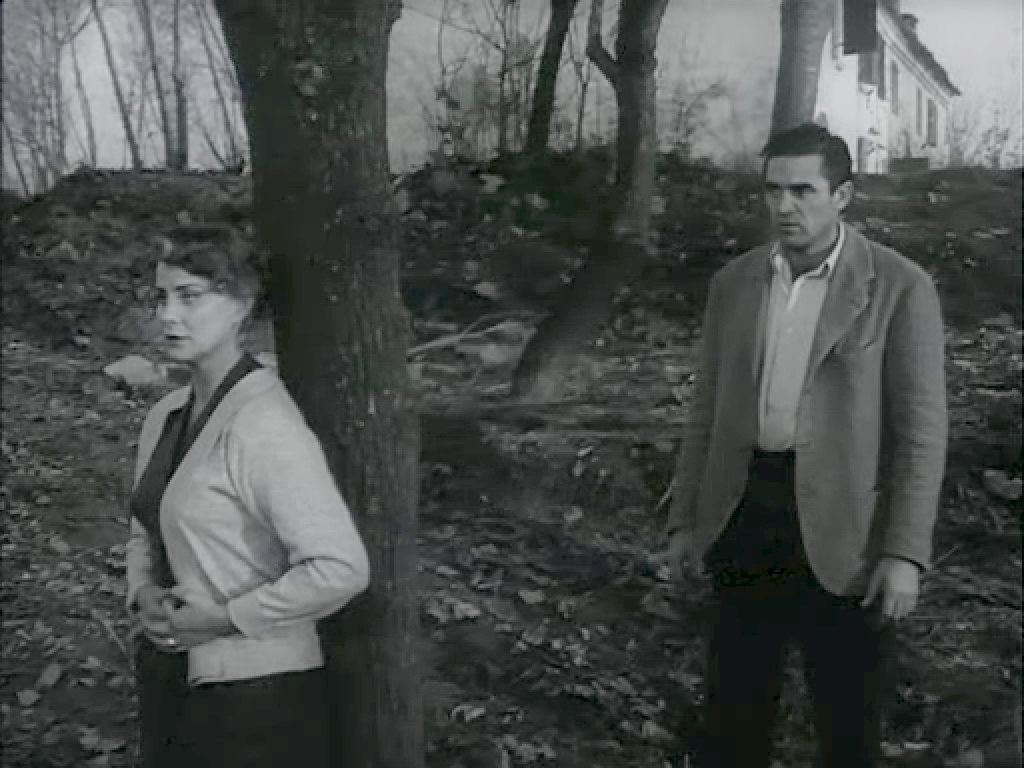
Alida Valli și Steve Cochran înt-o scenă din filmul Strigătul (1957)

- 1936 Doi sergenți (I due sergenti), regia Enrico Guazzoni
- 1937 Il feroce Saladino, regia Mario Bonnard
- 1937 Sono stato io!, regia Raffaello Matarazzo
- 1938 Mille lire al mese, regia Max Neufeld
- 1938 În vâltoarea vieții (L'ultima nemica), regia Umberto Barbaro
- 1938 Dar dragostea mea nu moare! (L'amor mio non muore!), regia Giuseppe Amato
- 1938 L'ha fatto una signora, regia Mario Mattoli
- 1938 La casa del peccato, regia Max Neufeld
- 1939 Bal la castel (Ballo al castello), regia Max Neufeld
- 1939 Assenza ingiustificata, regia Max Neufeld
- 1939 Manon Lescaut, regia Carmine Gallone
- 1940 Taverna rossa, regia Max Neufeld
- 1940 La prima donna che passa, regia Max Neufeld
- 1940 Oltre l'amore, regia Carmine Gallone
- 1941 Luiza (Piccolo mondo antico), regia Mario Soldati
- 1941 Luce nelle tenebre, regia di Mario Mattoli
- 1941 Ore 9: lezione di chimica, regia Mario Mattoli
- 1941 L'amante segreta, regia Carmine Gallone
- 1942 Lanțuri invizibile (Catene invisibili), regia Mario Mattoli
- 1942  Cele două orfeline (Le due orfanelle), regia Carmine Gallone
- 1942 Noi vivi, regia di Goffredo Alessandrini
- 1942 Addio Kira!, regia Goffredo Alessandrini
- 1942 Stasera niente di nuovo, regia Mario Mattoli
- 1943 Te voi iubi mereu (T'amerò sempre), regia Mario Camerini
- 1943 I pagliacci, regia Giuseppe Fatigati
- 1943 Apparizione, regia Jean de Limur
- 1944 Circo equestre Za-bum, episoadele "Gelosia", "Il postino" și "Galop finale al circo", regia Mario Mattoli
- 1945 La vita ricomincia, regia Mario Mattoli
- 1945 Cântecul vieții (Il canto della vita), regia Carmine Gallone
- 1947 Eugenia Grandet, regia Mario Soldati
- 1947 Cazul Paradine (The Paradine Case), regia Alfred Hitchcock
- 1948 Il miracolo delle campane (The Miracle of the Bells), regia Irving Pichel
- 1949 Al treilea om (The Third Man), regia Carol Reed
- 1950 Turnul alb (The White Tower), regia Ted Tetzlaff
- 1950 Ormai ti amo (Walk Softly, Stranger), regia Robert Stevenson
- 1951 Ultimo incontro, regia Gianni Franciolini
- 1951 Miracolele nu se întâmplă decât o dată (Les miracles n'ont lieu qu'une fois), regia Yves Allégret
- 1952 La mano dello straniero, regia Mario Soldati
- 1953 Il mondo le condanna, regia Gianni Franciolini
- 1953 Amanții din Toledo (Les amants de Toléde), regia Henri Decoin și Fernando Palacios
- 1953 Siamo donne, regia Gianni Franciolini
- 1954 Senso, regia Luchino Visconti
- 1957 Omul cu pantaloni scurți (L'amore più bello), regia Glauco Pellegrini
- 1957 Pescarii din arhipelag (La grande strada azzurra), regia Gillo Pontecorvo
- 1957 Strigătul (Il grido), regia Michelangelo Antonioni
- 1958 Baraj contra Pacificului (Barriage contre le Pacifique), regia René Clément
- 1958 Îndrăgostiți sub clar de lună (Les bijioteurs du claire de lune), regia Roger Vadim
- 1959 Occhi senza volto (Yeux sans visage), regia Georges Franju
- 1959 Il ritorno di Arsenio Lupin (Signé Arsène Lupin), regia Yves Robert
- 1960 Dialogurile Carmelitelor (Les dialogues des Carmélites), regia Philippe Agostini și Raymond Leopold Bruckberger
- 1960 Treno di Natale, regia Raffaello Matarazzo
- 1960 Il peccato degli anni verdi, regia Leopoldo Trieste
- 1960 Le gigolò, regia Jacques Deray
- 1961 Absență îndelungată (Une aussi longue absence), regia Henri Colpi
- 1961 La fille du torrent, regia Hans Herwig
- 1962  Dezordinea (Il disordine), regia Franco Brusati
- 1962 Homenaje a la hora de la siesta, regia Leopoldo Torre Nilsson
- 1962 Pungașii veseli (Happy Thieves), regia George Marshall
- 1962 Al otro lado de la ciudad, regia Alfonso Balcázar
- 1963 Quella terribile notte, regia François Villiers
- 1963 A la salida, regia Giancarlo Zagni
- 1963 Ofelia, regia Claude Chabrol
- 1963 I leoni di Castiglia, regia Javier Setó (1963)
- 1963 L'uomo di carta, regia Ismael Rodríguez
- 1964 Cealaltă femeie (L'Autre Femme), regia François Villiers
- 1967  Oedip rege (Edipo re), regia Pier Paolo Pasolini
- 1970 Strategia păianjenului (Strategia del ragno), regia Bernardo Bertolucci
- 1970 Ciuperca (Le champignon), regia Marc Simenon
- 1972 Lisa e il diavolo, regia Mario Bava
- 1972 Prima noapte de liniște (La prima notte di quiete), regia Valerio Zurlini
- 1972 L'occhio nel labirinto, regia Mario Caiano
- 1973 Jurnalul unui italian (Diario di un italiano), regia Sergio Capogna
- 1974 Provocazione, regia José María Forqué
- 1974 Tendre Dracula, regia Pierre Grunstein
- 1975 Il caso Raoul, regia Maurizio Ponzi
- 1975 Un'orchidea rosso sangue (La chair de l'orchidée), regia Patrice Chéreau
- 1975 Ce cher Victor, regia Robin Davis
- 1976 1900 (Novecento), regia Bernardo Bertolucci
- 1976 Jocul singuraticului (Le jeu du solitaire), regia Jean-François Adam
- 1976 Podul Cassandra (Cassandra Crossing), regia George P. Cosmatos
- 1976 Berlinguer ti voglio bene, regia Giuseppe Bertolucci
- 1977 Suspiria, regia Dario Argento
- 1978 Suor Omicidi, regia Giulio Berruti
- 1978 Un cuore semplice, regia Giorgio Ferrara
- 1978 Porco mondo, regia Sergio Bergonzelli
- 1978 Indagine su un delitto perfetto, regia Giuseppe Rosati
- 1979 La luna, regia Bernardo Bertolucci
- 1979 Zoo zéro, regia Alain Fleischer
- 1980 Inferno, regia Dario Argento
- 1980 Aquella casa en las afueras, regia Eugenio Martín
- 1981 Sezon de pace la Paris (Sezona mira u Parizu), regia Predrag Golubovic
- 1981 La caduta degli angeli ribelli, regia Marco Tullio Giordana
- 1982 Sogni mostruosamente proibiti, regia Neri Parenti
- 1985 Segreti segreti, regia Giuseppe Bertolucci
- 1985 Aspern, regia Eduardo de Gregorio
- 1987 Le jupon rouge, regia Geneviève Lefebvre
- 1988 À notre regrettable époux, regia Serge Korber
- 1991 La bocca, regia Luca Verdone
- 1991 Zitti e mosca, regia Alessandro Benvenuti
- 1993 Bugie rosse, regia Pierfrancesco Campanella
- 1993 Il lungo silenzio, regia Margarethe von Trotta
- 1995 Un mese al lago (A month by the lake), regia John Irvin
- 1996 Fatal Frames - Fotogrammi mortali, regia Al Festa
- 1999 Il dolce rumore della vita, regia Giuseppe Bertolucci
- 2000 L'amore probabilmente, regia Giuseppe Bertolucci
- 2000 Vino santo, regia Xaver Schwarzenberger
- 2002 Săptămâna patimilor (Semana santa), regia Pepe Danquart

## Premii și nominalizări
- 1947 Nastro d'argento
  - cea mai bună actriță în rol principal pentru Eugenia Grandet
- 1955 - Grolla d'oro
  - pentru Livia (Senso)
- 1957 Nastro d'argento
  - candidată la cea mai bună actriță într-un rol secundar pentru La diga sul Pacifico
- 1964 Globul de Aur
  - nominalizare pentru cea mai bună actriță - Dramă  pentru L'uomo di carta
- 1977 Nastro d'argento
  - candidată pentru  cea mai bună actriță într-un rol secundar pentru 1900
- 1982 David di Donatello
  - cea mai bună actriță într-un rol secundar pentru La caduta degli angeli ribelli
- 1991 David di Donatello 
  - candidată pentru  cea mai bună actriță într-un rol secundar pentru La bocca
- 1997 Festivalul de film din Veneția - Al 54-lea Festival de la Veneția
  - it:Leone d'oro alla carriera
- 1991 David di Donatello - it:David di Donatello alla carriera